# Виэт, Ричард Дэвид де
Ричард Дэвид де Виэт (17 ноября 1931 — 5 апреля 1951) служащий медицинского корпуса ВМС США, погибший в бою Корейской войны в ходе службы в стрелковой роте морской пехоты. 5 апреля 1951 награждён посмертно высочайшей американской военной наградой за храбрость – медалью Почёта за свои героические действия в Южной Корее.

## Биография
Родился 17 ноября 1931 года в г. Тонтон, штат Массачусетс, вступил в ряды ВМС США в декабре 1948 года. После рекрутской подготовки и учёбы в медицинском корпусе на военно-морской базе на Великих озёрах, штат Иллинойс получил назначение в военно-морской госпиталь в г. Портсмут, штат Виргиния где прослужил с 1949 по 1950 годы. В июле 1950 года вступил в силы морской пехоты флота и вскоре отправился на Дальний Восток, чтобы принять участие в Корейской войне. В сентябре 1950 года де Виэт высадился вместе с первой дивизией морской пехоты в Инчхоне и принял участие в боях за Сеул. В течение 1950 года де Виэт участвовал в высадке в Вонсане, сражении за Чосонское водохранилище и эвакуации Хунгама.
В 1951 году де Виэт принимал участие в антипартизанских операциях морской пехоты и в действиях по вытеснению противника за 38-ю параллель. 5 апреля 1951 года в ходе атаки 2-го батальона 7-го полка морской пехоты на отряд Армии китайских добровольцев в рамках операции «Ругхед» де Виэт, не взирая на полученные раны, непреклонно передвигался по простреливаемой местности, помогая упавшим морским пехотинцам. Во время оказания первой помощи раненому товарищу де Виэт был убит. 
Только пять моряков из низших чинов удостоились медалей Почёта за героизм, проявленный в ходе Корейской войны (Уильям Р. Шаретт, Эдвард Бенфолд, Ричард де Виэт, Фрэнсис Хэммонд, Джон Килмер). Все они были военно-морскими медиками, приданными морской пехоте. Шаретт оказался единственным выжившим в ходе Корейской войны из их числа   

## Награды и почести
|                            |  |  |  |
| Бронзовая звезда за службу |  |  |  |
|                            |  |  |  |

| Медаль Почёта                                   | Пурпурное сердце                        | Боевая ленточка (ВМС) |
| Президентская благодарность подразделению (ВМС) | Медаль «За службу национальной обороне» | Медаль «За службу в Корее» с пряжкой FMF Combat Operation и тремя бронзовыми 3/16 дюймовыми звёздами повторного награжденияs |
| Благодарность президента Республики Корея       | Медаль «За службу ООН в Корее»          | Медаль «За службу на Корейской войне»                                                                                        |

В его честь названы:
- Фрегат USS De Wert.
- больница в г. Ньюпорт, штат Род-Айленд.
- больница на базе морской пехоты Бриджпорт, штат Калифорния в октябре 2004 года[1].
- студенческий фонд в Pepperdine University.
- Улица Dewert Ave в его родном городе Тонтон, штат Массачусетс.

### Наградная запись к медали Почёта
За выдающуюся храбрость и отвагу проявленные с риском для жизни во время выполнения и перевыполнения долга службы в ходе службы медиком в бою против сил агрессора. Когда отряд огневой поддержки его роты был прижат к земле смертоносным вражеским огнём из автоматического оружия и понёс большие потери, медик де Виэт бросился на помощь одному из наиболее тяжелораненых и, несмотря на болезненное ранение в ногу, полученное, когда он  оттаскивал раненого морского пехотинца в безопасное место, упорно отказывался от медицинской помощи и немедленно бросился назад через простреливаемую местность чтобы вынести второго раненого с линии огня. Невзирая на усиливающийся град опустошительного вражеского огня он и на третий раз храбро выдвинулся вперёд и получил серьёзное ранение в плечо, после того как убедился что тяжелораненый морской пехотинец скончался. Снова решительно отказавшись от медицинской помощи, он решительно отправился к четвёртому раненому товарищу, взывавшему о помощи. В ходе оказания ему помощи де Виэт был смертельно ранен вражеской очередью. Своей героической инициативой, большой личной храбростью и героическим духом самопожертвования перед лицом превосходящего по численности противника де Виэт заслужил великую честь для себя и поддержал славные традиции ВМС США. Он храбро пожертвовал жизнью ради своей страны.        
Оригинальный текст (англ.)
For conspicuous gallantry and intrepidity at the risk of his life above and beyond the call of duty while serving as a[n] HC, in action against enemy aggressor forces. When a fire team from the point platoon of his company was pinned down by a deadly barrage of hostile automatic weapons fire and suffered many casualties, HC Dewert rushed to the assistance of 1 of the more seriously wounded and, despite a painful leg wound sustained while dragging the stricken marine to safety, steadfastly refused medical treatment for himself and immediately dashed back through the fireswept area to carry a second wounded man out of the line of fire. Undaunted by the mounting hail of devastating enemy fire, he bravely moved forward a third time and received another serious wound in the shoulder after discovering that a wounded marine had already died. Still persistent in his refusal to submit to first aid,he resolutely answered the call of a fourth stricken comrade and, while rendering medical assistance, was himself mortally wounded by a burst of enemy fire. His courageous initiative, great personal valor, and heroic spirit of self-sacrifice in the face of overwhelming odds reflect the highest credit upon HC Dewert and enhance the finest traditions of the U.S. Naval Service. He gallantly gave his life for his country.